# Raoul Bova
Raoul Bova (Róma, 1971. augusztus 14. –) olasz színész.

## Életrajz
Raoul 1971-ben Rómában (Lazio régió) született és nevelkedett öt nővérével, Roccella Jonica és Acerra gyermekeként.
Miután elvégezte Istituto Magistrale iskolát beiratkozott az ISEF-re, de a tanfolyam vége előtt ott hagyta az iskolát. Közben elkezdte sport pályafutását (úszás), ezután 16 évesen megnyerte az olasz bajnokságot (100 m-es férfi hátúszás kategóriában).
21 éves korában katonai szolgálatokat látott el mesterlövészként.
Majd újra beiratkozott az iskolába, és hirtelen távozása ellenére folytatta színészi karrierjét.
Később elvette feleségül Clare Jordan-t, akitől két fia született, Leon Alexander (1999) és Francis (2001).

## Filmes karrierje

### A kezdetek
1992-ben egy minitelevíziós sorozatban jelent meg a Rai Uno-n (Una storia italiana).

### Első fontos szerepe
Első nagy sikere 1993-ban volt amikor a Charles Vanzina által rendezett (Piccolo grande amore) című filmben ő játszotta az egyik főszereplőt, Markot.
Ezt követően 1996-ban játszott La lupa (A farkas) című filmben, melyet Giovanni Verga és Gabriele Lavia rendezett, Monica Guerritore regénye alapján.
Majd Breda rendőr szerepét tölti be La Piovra (Polip) olasz filmsorozatban.
2001-ben a Il Testimone (A tanú) című dráma főszereplőjét alakította.
2002-ben a Francesco c. filmben Assisi Szent Ferencet alakította.

### Szerepei az Egyesült Államokban és a detektív műfajban
2002-től kezdett dolgozni néhány Egyesült Államokbeli filmen: 2002-ben az Avenging Angel-en Sylvester Stallone, és 2003-ban az Under the Tuscan Sun (Napsütötte Toszkána) című amerikai-olasz romantikus vígjátékban, mely Frances Mayes amerikai írónő regénye alapján készült, Marcello szerepét alakította.
2003-ban még szerepelt a La finestra di fronte (Szemközti ablak) filmben, ahol Lorenzo-t alakította (rendezte: Ferzan Özpetek).
2004-ben ismét főszereplőt játszott az Ultimo – L’infiltrato című filmben.
2008 januárjában megjelenik a hatalmas kasszasikert arató Scusa ma ti chiamo amore (Bocsánat, de szerelmemnek hívlak) című olasz vígjáték, melyben a főszereplőt Alessandro Belli-t (Alex-t) alakítja.

### Legújabb munkája
2009-ben a Sbirri (Zsaruk) dokumentum filmben szerepelt, melyben a színész egy hónapot tölt a Milánóban dolgozó rendőrökkel, hogy segítse a letartóztatásokat, razziákat, és különösen a kábítószer-bűncselekmények elleni harcot.
Ezt követően 2010 februárjában megjelent a hatalmas kasszasikert arató Scusa ma ti chiamo amore (Bocsánat, de szerelmemnek hívlak) című film folytatása a Scusa ma ti voglio sposare (Bocsánat, de össze akarok házasodni veled).
Raoul Bova-t 2010. október 15-én kinevezték az ENSZ Élelmezési és Mezőgazdasági Szervezetének nagykövetévé.

### Don Matteo
2021 nyarán derült ki, hogy a 2000 óta futó nagy sikerű olasz sorozat főszereplőjét, Terence Hillt annak visszavonulása után Bova váltja.[forrás?]

## További tudnivalók a színészről
- Magassága 182 cm.

## Szerepei

#### Mozifilmek
- 1992 – Quando eravamo repressi
- 1992 – Mutande pazze
- 1993 – Cominciò tutto per caso
- 1993 – Piccolo grande amore
- 1995 – Palermo Milano solo andata
- 1996 – A farkas (La lupa)[forrás?]
- 1996 – Il sindaco
- 1996 – Ninfa plebea
- 1996 – La frontiera
- 1998 – Coppia omicida
- 1998 – Rewind
- 1999 – Terra bruciata
- 2001 – I cavalieri che fecero l’impresa
- 2002 – Avenging Angelo – Vendicando Angelo(Avenging Angelo),
- 2003 – Napsütötte Toszkána (Sotto il sole della Toscana)
- 2003 – La finestra di fronte (Szemközti ablak)
- 2004 – Alien vs Predator (AVP: Alien vs. Predator)
- 2005 – La fiamma sul ghiaccio
- 2005 – Stasera lo faccio
- 2007 – Io, l’altro
- 2007 – Milano-Palermo: il ritorno
- 2008 – Bocsánat, de szerelmemnek hívlak (Scusa ma ti chiamo amore)
- 2008 – Aspettando il sole
- 2008 – Ti stramo
- 2009 – Zsaruk (Sbirri)
- 2009 – 15 Secondi
- 2009 – Baarìa
- 2009 – Liolà
- 2009 – La bella società
- 2010 – Bocsánat, de össze akarok házasodni veled (Scusa ma ti voglio sposare)
- 2010 – La nostra vita (A mi életünk)
- 2010 – Ti presento un amico
- 2010 – Az utazó (The Tourist)
- 2011 – Éretlenek (Immaturi)
- 2011 – Senki sem ítélkezhet felettem (Nessuno mi può giudicare)
- 2012 – Immaturi – Il viaggio
- 2012 – Le guetteur
- 2014 – Bocs, hogy élek (Scusate se esisto!)

#### Televízió
- 1992 – Una storia italiana
- 1997 – Il quarto re
- 1994–1998 Polip – Az utolsó titok (La Piovra), 7, 8 és 9. évad
- 1998 – Ultimo
- 1999 – Ultimo – La sfida
- 2000 – Külvárosi rendőrök (Distretto di polizia), tévésorozat
- 2001 – A tanú (Il testimone), tévéfilm
- 2001 – Francesca e Nunziata
- 2001 – I gioielli di Madame de
- 2002 – Szent Ferenc (Francesco), tévéfilm
- 2004 – Ultimo – L'infiltrato
- 2005 – Attacco allo stato
- 2005 – Karol – Un uomo diventato Papa
- 2006 – A proposito di Brian
- 2006 – Nassiriya – Per non dimenticare
- 2007 – The Company
- 2008 – I Cesaroni 2,
- 2009 – Intelligence – Servizi & segreti
- 2011 – Come un delfino
- 2011 – Ultimo 4
- 2011 – Dél királynője (La Reina del Sur), tévésorozat
- 2012 – Come un delfino 2

#### Szinkronizálás
- Hercules (Hercules -szóbeli rész-)
- Bolt – Un eroe a quattro zampe (Bolt)